# باتشكا توبولا
باتشكا توبولا (Bačka Topola) هي مدينة في سيفيرنو-باكا في مقاطعة فويفودينا في صربيا. ويبلغ عدد سكانها حوالي 15916 نسمة.

## توأمة
لباتشكا توبولا اتفاقيات توأمة مع كل من:
- Belváros-Lipótváros [الإنجليزية]‏
- روجنافا
- Gheorgheni [الإنجليزية]‏
- هرسك نوفي
- Orahovica [الإنجليزية]‏
- Szentes [الإنجليزية]‏
- Kiskunmajsa [الإنجليزية]‏

## أعلام
- دوشان تاديتش
- تيانا أجدوكوفيتش
- غوران أرنو
- ماركو شوتالو
- نيكولا زيغيتش